# Le Florida
Le Florida est un café - brasserie datant de la "Belle Époque" et situé sur la place du Capitole à Toulouse.

## Historique
Le bâtiment est à l'origine une chocolaterie, avant de devenir le café Durand en 1874. À cette époque c’est un point de ralliement des chauffeurs de fiacres qui viennent s’y restaurer en milieu de journée. Au XXe siècle c'est un rendez-vous assez politisé ou se retrouvent les réfugiés espagnols et les étudiants. Depuis la fin du XXe siècle et de nos jours, il est plutôt fréquenté par une clientèle beaucoup plus huppée mêlant locaux et touristes.

## Architecture
Le style architecturale du Florida est celui de la "Belle Époque" avec un escalier balancé et encadrement d'époque avec des miroirs peints au plomb par L. Bourdieu en 1874 ce qui permet de déterminer précisément l'ouverture du café. Le tout surmonté par une grande verrière. La terrasse propose 300 places en extérieur.

## Le Roof
Dans les années 2000, le premier étage est aménagé pour accueillir le soir une clientèle "branchée".